# Estravagario
Estravagario é uma coletânea de poemas do escritor chileno Pablo Neruda, publicada originalmente em 1958 pela editora argentina Losada. Esta obra marcou uma nova mudança na poesia do autor, após seus poemas românticos e sua época mais política.

## Estilo
Este livro se caracteriza pelo uso da ironia e do humor, pouco utilizados até então pelo autor. Segundo o crítico Niall Binns, este livro é a abordagem de Neruda à antipoesia. A esse respeito, Binns destaca as semelhanças do poema "E quanto tempo ele vive?" com "Discurso fúnebre" de Nicanor Parra, poema publicado em antologia de 1957, e posteriormente publicado em Versos de salón (1962).